# Sveti Konstantin i Helena (ljetovalište)
Sveti Konstantin i Helena (bugarski: Св. св. Константин и Елена) je najstarije ljetovalište na bugarskoj obali Crnog mora u uređenom parku 10 km sjeverno od centra grada Varne. Ljetovalište u prošlosti je bilo poznato kao Družba (Prijateljstvo, bug.: Дружба) i Odmaralište Varna (bug.:Курорт Варна). 
Ljetovalište je poznato po pješčanim plažama isprekidanim stjenovitim rtovima, vrućim mineralnim izvorima, modernim hotelima, sportskim i zdravstvenim ustanovama, spa centrima te marini za jahte.
Znamenitosti na području ljetovališta su pravoslavni manastir sv. Konstantin i Helena iz 16. stoljeća, Euxinograd kraljevska ljetna palača, park i vinarija te botanički vrt Sveučilišta u Sofiji, također poznat kao Ekopark Varna. Jedan od najbolje očuvanih srednjovjekovnih naselja u zemlji, Kastritzi, također ga spominju križari 1444. kao Macropolis, iskopan je tijekom arheoloških istraživanja unutar Euxinograda. Sredinom 14. stoljeća Kastritzi je bio luka tijekom Drugog Bugarskog Carstva koju su posjećivali venecijanski, genoveški, dubrovački i bizantski trgovački brodovi.

## Galerija
- Grand Hotel Varna
- Hotel Azalia
- Bivši Hotel Roubin